# Thecla tomlinsoni
Thecla tomlinsoni är en fjärilsart som beskrevs av Druce 1909. Thecla tomlinsoni ingår i släktet Thecla och familjen juvelvingar. Inga underarter finns listade i Catalogue of Life.